# Österreichische Industrieholding AG
Österreichische Industrieholding AG, ÖIAG, är Österrikes holdingbolag för statsägda och delvis statsägda företag.
ÖIAG skapades 1967 som den österrikiska statens holdingbolag. Under senare år har man sålt av flera av de bolag man tidigare ägde och minskat aktieinnehavet i andra. Detta då den österrikiska regeringen sedan 1990-talet drivit en privatiseringspolitik. 

## Företagsandelar
2005 hade ÖIAG aktier i följande företag.
- 31,50 % i OMV AG
- 39,70 % i Austrian Airlines
- 30,17 % i Telekom Austria
- 100 % i Österrikiska posten
- 100 % i ÖIAG-Bergbauholding